# Paralimnophila wataganensis
Paralimnophila wataganensis är en tvåvingeart som beskrevs av Günther Theischinger 1996. Paralimnophila wataganensis ingår i släktet Paralimnophila och familjen småharkrankar. Inga underarter finns listade i Catalogue of Life.